# 船引かおり
船引 かおり（ふなびき かおり、現姓渡邉、1976年10月24日 - ）は、北海道出身の女子バスケットボール選手である。ポジションはガード。所属。166cm、64kg。ニックネームは「シップ」（「船＝シップ」より）。
おなじく富士通に所属していた船引まゆみは実妹。

## 人物
札幌山の手高校ではインターハイ・ウィンターカップに出場し、愛知学泉大学に進学後も2年次からインカレ3連覇を果たし、4年次には最優秀選手に選ばれた。1999年には姉妹でユニバーシアードに出場した。
卒業後の1999年、第一勧業銀行に入社するが、バスケ部が1年で廃部したためW1リーグの富士通に移籍。中心選手として活躍を続け、2002年にはW1リーグ優勝及びWリーグ初昇格を果たす。
その後の富士通の躍進も支え、その間主将も務めた。
2007-08シーズンにリーグ初優勝及び2冠に貢献し、オールジャパンベスト5及び年間ベスト5賞に選ばれた。
2009年、結婚のため退団。

## 経歴
- 西岡中学校 - 札幌山の手高校 - 愛知学泉大学 - 第一勧銀（1999年〜2000年） - 富士通（2000年〜2009年）

## 日本代表歴
- 1999ユニバーシアード

## 受賞歴
- 2007年間ベスト5賞